# 迪博納峰

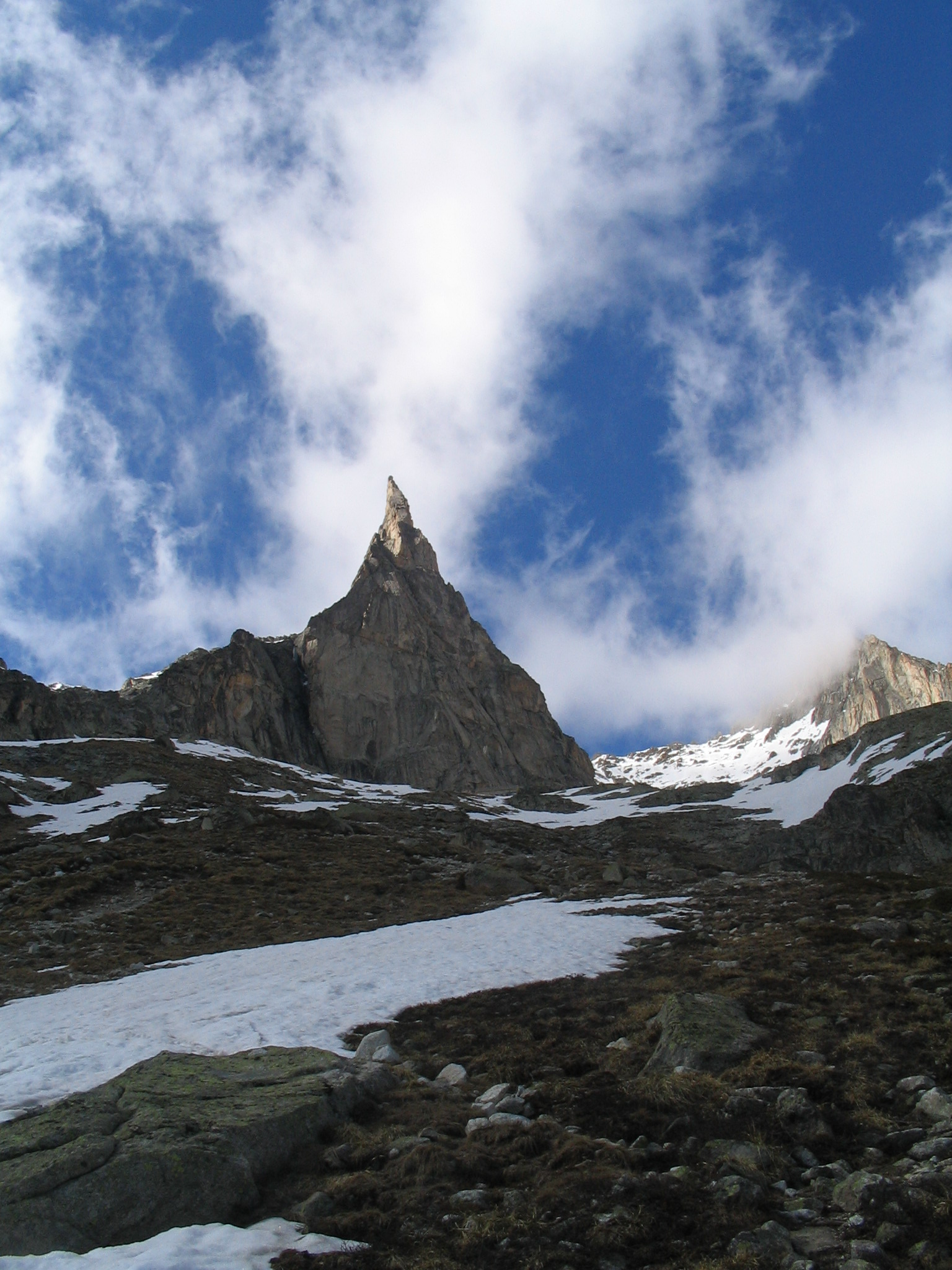

44°57′45″N 6°14′34″E / 44.96250°N 6.24278°E
迪博納峰（法語：Aiguille Dibona），是法國的山峰，位於該國東南部，由上阿爾卑斯省負責管轄，屬於多芬阿爾卑斯山脈中埃克蘭山的一部分，海拔高度3,130米，人類在1913年6月27日首次登頂。